# Майкл К. Вільямс
Майкл Кеннет Вільямс (англ. Michael Kenneth Williams; 22 листопада 1966, Бруклін, Нью-Йорк, США — 6 вересня 2021, Бруклін, Нью-Йорк, США) — американський актор і танцюрист. Чотириразовий номінант на премію «Еммі». Найбільш відомий за ролями в серіалах «Дроти» (2002—2008) і «Підпільна імперія» (2010—2014).

## Ранні роки
Вільямс народився 1966 року і виріс в Брукліні, Нью-Йорк, в родині батька-афроамериканця з Південної Каліфорнії і матері з Нассау, Багами. Навчався в школі George Westinghouse Career and Technical Education High School. Згідно ДНК-аналізу, Вільямс частково походить від народу Менде, що проживає в Сьєрра-Леоне.

## Кар'єра
Вільямс вступив до National Black Theatre в Нью-Йорку . Пізніше він отримав роботу у фармацевтичній компанії. Надихнувшись альбомом Janet Jackson's Rhythm Nation 1814, він залишив школу і роботу, всупереч бажанню його сім'ї, аби він продовжив кар'єру танцюриста. Протягом року Вільямс відвідував звукозаписні і танцювальні студії, що пропонують роботу. Він отримав роботу танцюриста в музичному турі співачки Кім Сімс, завдяки чому з'явився як танцюрист у відеокліпах і на гастролях Джорджа Майкла, Мадонни та інших, а також працював як модель. У 1994 році Вільямс поставив кліп співачки Крістал Вотерс на пісню «100% Pure Love» як хореограф.
У 2002 році Вільямс здобув популярність завдяки ролі в телесеріалі «Дроти» . Після цього він почав з'являтися в епізодах популярних американських серіалів, таких як «Закон і порядок: Спеціальний корпус», «Шпигунка», «Юристи Бостона» і «CSI: Місце злочину». У 2007 році Вільямс зіграв у фільмі Бена Аффлека «Прощавай, дитинко, прощай», а в 2008 році у фільмі «Неймовірний Халк» в епізодичній ролі гарлемського свідка.
У 2009 році Вільямс отримав роль в серіалі «Філантроп». У тому ж році він зіграв у фільмах «Життя у воєнні часи» і «Дорога». У 2010 році він отримав головну роль в іншому серіалі, «Підпільна імперія», де грав до 2013 року. Після, Вільямс з'явився в серіалі "Спільнота ", а також у фільмах «Стукач» і «12 років рабства». У 2014 році він зіграв у фільмах «Робокоп» та «Чистка: Анархія».
У 2015 році Вільямс виконав роль Джека Джі, чоловіка співачки Бессі Сміт, у біографічному телефільмі Ді Рис « Бессі», що принесла йому номінацію на премію «Еммі» за найкращу чоловічу роль другого плану в міні-серіалі або фільмі. У 2016 році він почав виконувати провідну роль в комедійно-драматичному серіалі «Хеп і Леонард», що завершився в 2018 році, а також мав роль у фільмі «Кредо вбивці». Він заробив другу номінацію найкращого актора другого плану в міні-серіалі або фільмі за роль в міні-серіалі «Одного разу вночі» (2016). У 2017 році Вільямс виконав роль ЛГБТ-активіста Кена Джонса в міні-серіалі ABC «Коли ми повстаньмо». У 2019 році він отримав чергову номінацію як найкращий актор другого плану за роль в міні-серіалі «Коли вони нас побачать».

## Особисте життя
Вільямс отримав шрам на обличчі в свій 25-й день народження, в результаті бійки в барі.

## Смерть
6 вересня 2021 року тіло Вільямса було виявлено його племінником в його квартирі у Вільямсберг у Брукліні. Причиною смерті розглядається передозування наркотиками .

## Фільмографія
| Рік       |    | Українська назва                           | Оригінальна назва                     | Роль                                      |
| --------- | -- | ------------------------------------------ | ------------------------------------- | ----------------------------------------- |
| 1996      | ф  |                                            | MugShot                               | Рамор                                     |
| 1996      | ф  | Куля                                       | Bullet                                | Хай Топ                                   |
| 1997—2009 | с  | Закон і порядок                            | Law & Order                           | Чарльз Коул / Маркус Коул / Делмор Волтон |
| 1999      | ф  | Воскрешаючи мерців                         | Bringing Out the Dead                 | наркодилер                                |
| 2000      | ф  |                                            | Broke Even                            | Кенни                                     |
| 2001      | с  |                                            | Deadline                              | Дарин                                     |
| 2001      | с  | Клан Сопрано                               | The Sopranos                          | Рей Рей                                   |
| 2002      | с  | Третя зміна                                | Third Watch                           | коп                                       |
| 2002—2008 | с  | Прослушка                                  | The Wire                              | Омар Літтл                                |
| 2003—2006 | с  | Закон і порядок: Спеціальний корпус        | Law & Order: Special Victims Unit     | Виктор Бодин / Дабл-Ди Дембл              |
| 2004      | в  | Відплата                                   | Doing Hard Time                       | Кьортіс Крейг                             |
| 2005      | кф |                                            | Guile                                 | Кен                                       |
| 2005      | тф | Лакаванна Блюз                             | Lackawanna Blues                      | Джимми                                    |
| 2005      | с  | Шпіонка                                    | Alias                                 | Робертс                                   |
| 2005      | кф |                                            | Trapped in the Closet Chapters 1–12   | Джеймс                                    |
| 2005      | с  | Юристи Бостона                             | Boston Legal                          | Рендалл Кьорк                             |
| 2005—2010 | с  | CSI: Місце злочину                         | CSI: Crime Scene Investigation        | Лоран / Пол / Ронні                       |
| 2006      | ф  | Рабство                                    | Bondage                               | Віллі                                     |
| 2006      | в  | Найманці                                   | Mercenary for Justice                 | Семюел Кей                                |
| 2006      | ф  |                                            | 5up 2down                             | Теренс                                    |
| 2006—2007 | с  | Шестеро                                    | Six Degrees                           | Майкл                                     |
| 2007      | ф  | Здається, я кохаю свою дружину             | I Think I Love My Wife                | Тедді                                     |
| 2007      | в  |                                            | Trapped in the Closet Chapters 13–22  | сержант Джеймс                            |
| 2007      | с  | Точка убивства                             | The Kill Point                        | Куїнсі                                    |
| 2007      | ф  | Бувай, дитинко, бувай                      | Gone Baby Gone                        | детектив Девін Амронклін                  |
| 2008      | с  | Хулігани                                   | Human Giant                           | Кріс Барксдейл                            |
| 2008      | ф  | Неймовірний Халк                           | The Incredible Hulk                   | гарлемський свідок                        |
| 2008      | кф |                                            | KeAnthony: A Hustlaz Story            | Шоун                                      |
| 2008      | в  | Живіт 2: Клуб міліонерів                   | Belly 2: Millionaire Boyz Club        | Тоун                                      |
| 2008      | ф  | Диво святої Анни                           | Miracle at St. Anna                   | Такер                                     |
| 2008      | с  | Місце злочину: Нью-Йорк                    | CSI: NY                               | Реджи Данхем                              |
| 2009      | ф  | Бруклінські копи                           | Brooklyn's Finest                     | Ред                                       |
| 2009      | ф  | Кращі роки рок-н-ролу                      | The Perfect Age of Rock 'n' Roll      | Соннібой                                  |
| 2009      | ф  | Викривач                                   | Tell-Tale                             | Акертон                                   |
| 2009      | ф  | Поцілунок хаосу                            | A Kiss of Chaos                       | Димитрій                                  |
| 2009      | ф  |                                            | Addicts                               | Ліл Джей                                  |
| 2009      | ф  | Дивовижний світ                            | Wonderful World                       | Ібу                                       |
| 2009      | ф  | Один День З Життя                          | A Day in the Life                     | кілер Майк                                |
| 2009      | с  | Філантроп                                  | The Philanthropist                    | Дакс ВОХА                                 |
| 2009      | ф  | Життя у воєнні часи                        | Life During Wartime                   | Аллен                                     |
| 2009      | ф  | Дорога                                     | The Road                              | Злодій                                    |
| 2010      | с  |                                            | Behind the Steve                      |                                           |
| 2010—2013 | с  | Підпільна імперія                          | Boardwalk Empire                      | Альберт «Мелок» Вайт                      |
| 2011      | с  | Детройт 1-8-7                              | Detroit 1-8-7                         | Кларенс Воррентон                         |
| 2011      | с  | Людина проти природи. Новий виклик Тайсона | Taking on Tyson                       | оповідач                                  |
| 2011      | мс | Aqua Teen Hunger Force                     | Aqua Teen Hunger Force                | озвучка                                   |
| 2011      | ф  |                                            | The Cookout 2                         | Майк, кабельник                           |
| 2011      | кф |                                            | Bayou Black                           | Віллі Джонс                               |
| 2011—2012 | с  | Спільнота                                  | Community                             | професор Маршалл Кейн                     |
| 2012      | ф  | Урок від дяді Вінсента                     | LUV                                   | детектив Холловей                         |
| 2012      | кф |                                            | Crispus Attucks: Today Was a Good Day |                                           |
| 2012      | кф |                                            | W8 (Weight)                           | Деррік Джонс / Ді                         |
| 2012      | кф | Прослушка: Мюзикл                          | The Wire: The Musical                 |                                           |
| 2012      | ф  | Ти ніхто, поки тебе не вбили               | You're Nobody 'til Somebody Kills You | ед                                        |
| 2012      | тф |                                            | Trapped in the Closet: Chapters 23–33 | Джеймс                                    |
| 2012      | кф |                                            | Nobody's Nobody's                     | емека                                     |
| 2013      | кф |                                            | Cool Song No. 2                       |                                           |
| 2013      | ф  | Стукач                                     | Snitch                                | Малік                                     |
| 2013      | с  |                                            | Walk This Way                         | преподобний Деніелс                       |
| 2013      | мс | Середня школа США!                         | High School USA!                      | Люціус                                    |
| 2013      | ф  | 12 років рабства                           | 12 Years a Slave                      | Роберт                                    |
| 2013      | кф |                                            | Plant Hunter                          | Мисливець                                 |
| 2013      | кф | До світанку вони помруть                   | They Die by Dawn                      |                                           |
| 2013      | кф |                                            | The Devil Goes Down                   | Дьявол                                    |
| 2014      | с  |                                            | Lucas Bros. Moving Co.                | озвучка                                   |
| 2014      | ф  | Робокоп                                    | RoboCop                               | Джек Люїс                                 |
| 2014      | ф  | Чистка: Анархія                            | The Purge: Anarchy                    | Кармелло                                  |
| 2014      | ф  | Убити посланця                             | Kill the Messenger                    | Рікі Росс                                 |
| 2014      | ф  | Вроджена вада                              | Inherent Vice                         | Тарік Халіл                               |
| 2014      | ф  | Гравець                                    | The Gambler                           | Невіл                                     |
| 2015      | ф  | Анестезія                                  | Anesthesia                            | Джеффрі                                   |
| 2015      | ф  |                                            | Captive                               | детектив Джон Честнат                     |
| 2015      | тф |                                            | Bessie                                | Джек Джи                                  |
| 2015      | ф  | 179-я вулиця                               | 179th Street                          | Джек Джонсон                              |
| 2016—2018 | с  | Хеп и Леонард                              | Hap and Leonard                       | Леонард Пайн                              |
| 2016      | с  |                                            | The Night Of                          | Фредді Найт                               |
| 2016      | ф  | Мисливці на привидів                       | Ghostbusters                          | агент Хокінс                              |
| 2016      | ф  | Кредо вбивці                               | Assassin's Creed                      | Мусса                                     |
| 2017      | с  |                                            | When We Rise                          | Кен Джонс                                 |
| 2018      | ф  | Суперфлай                                  | Superfly                              | Скеттер                                   |
| 2018      | ф  |                                            | The Public                            | Джексон                                   |
| 2017      | мс |                                            | F Is for Family                       | Смокі Грінвуд                             |
| 2018      | с  | Гостева книга                              | The Guest Book                        | Гейб                                      |
| 2019      | с  | Події минулого тижня з Джоном Олівером     | Last Week Tonight with John Oliver    | Ричард Саклер                             |
| 2019      | с  | Коли вони нас побачать                     | When They See Us                      | Бобби Маккрей                             |
| 2019      | ф  |                                            | The Red Sea Diving Resort             | Кабеде Бимро                              |
| 2019      | ф  | Сирота Бруклін                             | Motherless Brooklyn                   | Трубач                                    |
| 2020      | с  |                                            | Lovecraft Country                     | Монтроз Фримен                            |
| 2021      | ф  |                                            | Body Brokers                          | Вуд                                       |
|           | ф  |                                            | Surrounded                            |                                           |